# ジョニー・ヘイツ・ジャズ
ジョニー・ヘイツ・ジャズ（Johnny Hates Jazz）は、イギリスのポップバンド。

## 略歴
風変わりなバンド名はメンバーのマイク・ノシートの友人のジョニーがジャズ嫌いであったことから。 キーボード担当のカルヴィン・ヘイズの父親は、RAKレコードのオーナーで、スージー・クアトロやアニマルズのプロデューサーとして有名なミッキー・モスト。
その父親の経営するRAKレコードから1986年にシングル「Me and My Foolish Heart」でデビュー。翌年1987年にヴァージン・レコードに移ってリリースした「Shattered Dreams」が全英5位、全米2位のヒットを記録。続くヒット・シングル「I Don't Want to Be a Hero」（邦題「反逆のヒーロー」）は日本でも後に演歌歌手となる長山洋子がアイドル時代にカバーしてヒットさせている。さらにファースト・アルバムの『反（アンチ）ヒーロー宣言』も全英1位を獲得し、順風満帆かと思われたが、1988年にボーカルのクラーク・ダッチェラーが脱退。後釜として元ザ・キュアーのベーシスト、フィル・ソーナリーをボーカリストに迎え活動を続けたものの、 セカンド・アルバム『トール・ストーリーズ』のリリース直前にカルヴィン・ヘイズが交通事故で大ケガを負い、1年以上も音楽活動が出来ない事態となってしまい、最終的にバンドは解散してしまう。
2007年9月、カルヴィン・ヘイズとマイク・ノシートのオリジナル・メンバー2人にボーカリストのダニー・サクソンを加えてジョニー・ヘイツ・ジャズを再結成することを発表。再結成ツアーも行われた。
さらに、2009年10月にはクラーク・ダッチェラーも復帰してニューアルバムを制作することが発表される。2010年にはイギリス、デンマーク、シンガポールでライブが開催されるとともに、本格的にアルバムの制作に入る。レコーディングは2011年から2012年にかけて、ピーター・ガブリエル所有のリアル・ワールド・スタジオなどで行われた。
2013年5月6日、22年ぶりとなるサード・アルバム『Magnetized』をリリース。アルバムタイトル曲の「Magnetized」が先行シングルとして4月29日にリリースされている。
なお、2010年にオリジナル・メンバーのカルヴィン・ヘイズがバンドを脱退。現在はアメリカに渡り、父親でプロデューサーであるミッキー・モストの伝記の執筆に専念している。

## メンバー
最新メンバー

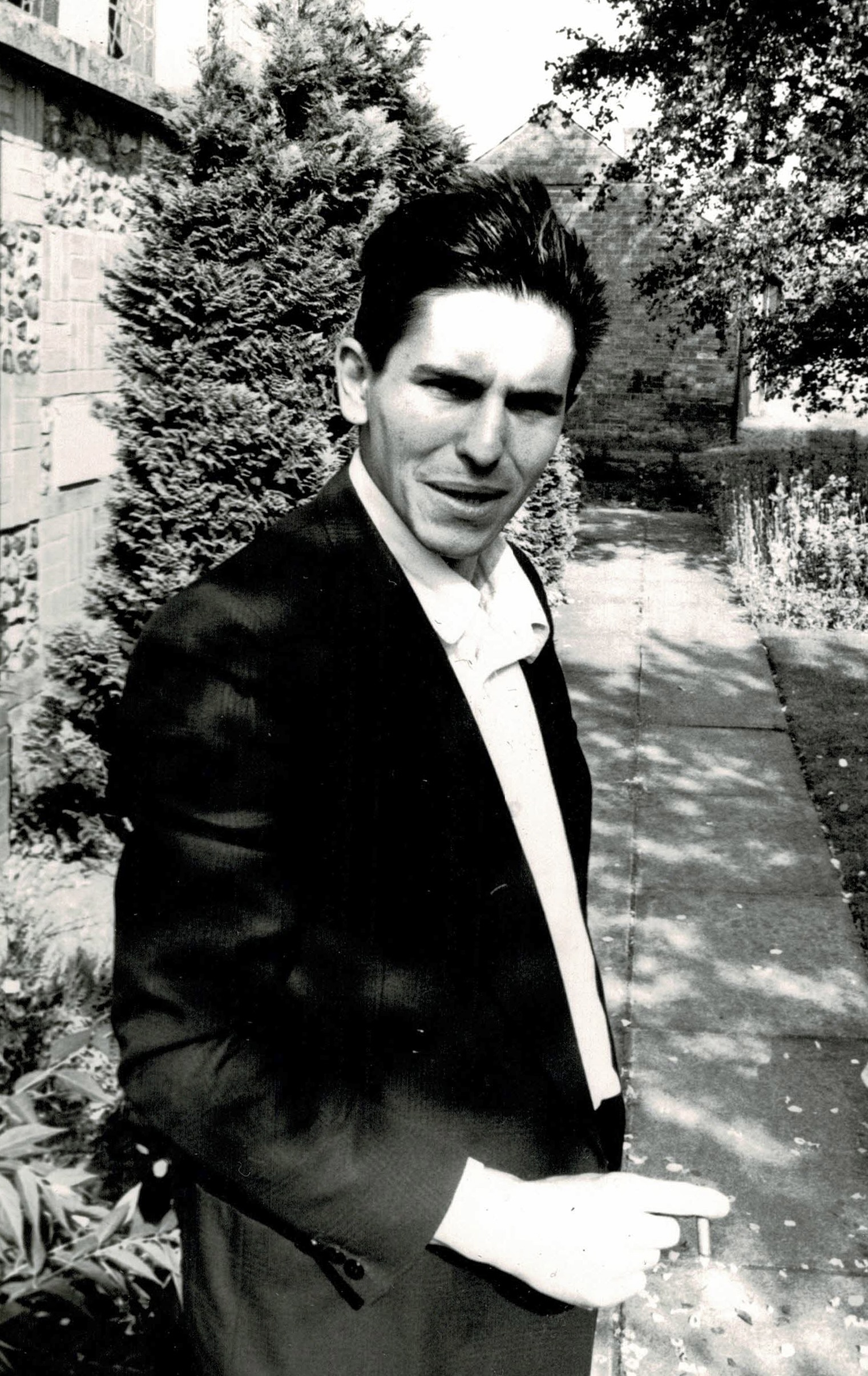
フィル・ソーナリー

- クラーク・ダッチェラー (Clark Datchler) - ボーカル、キーボード、ギター (1986年–1988年、2009年– )
- マイク・ノシート (Mike Nocito) - ベース (1986年–1992年、2009年– )

旧メンバー
- カルヴィン・ヘイズ (Calvin Hayes) - キーボード、ドラム (1986年–1992年、2009年–2010年)
- フィル・ソーナリー (Phil Thornalley) - ボーカル (1988年–1992年)
- ダニー・サクソン (Danny Saxon) - ボーカル (2007年-2009年)

## ディスコグラフィ

### アルバム
- 『反ヒーロー宣言』 - Turn Back the Clock (1988年、ヴァージン) ※「反」に「アンチ」のルビ
- 『トール・ストーリーズ』 - Tall Stories (1991年、ヴァージン)
- Magnetized (2013年、InterAction Music)
- Wide Awake (2020年、Absolute Label Services)

### コンピレーション・アルバム
- 『ベスト・オブ・ジョニー・ヘイツ・ジャズ』 - The Very Best of Johnny Hates Jazz (1993年、Disky Records)
- Best of the '80s (2000年、Disky Records)
- The Very Best of Johnny Hates Jazz (2003年、EMI Gold)

### シングル
| 年   | 曲名                                                                                       | 最高位               | 最高位            | 最高位 | 最高位 | 収録アルバム        |
| 年   | 曲名                                                                                       | 全英シングルチャート | Billboard Hot 100 | AC     | NLD    | 収録アルバム        |
| ---- | ------------------------------------------------------------------------------------------ | -------------------- | ----------------- | ------ | ------ | ------------------- |
| 1986 | "Me and My Foolish Heart"                                                                  | —                    | —                 | —      | —      | Turn Back the Clock |
| 1987 | 「シャタード・ドリームズ」 - "Shattered Dreams"                                            | 5                    | 2                 | 1      | 30     | Turn Back the Clock |
| 1987 | 「反逆のヒーロー」 - "I Don't Want to be a Hero"                                           | 11                   | 31                | 15     | 25     | Turn Back the Clock |
| 1987 | 「ターン・バック・ザ・クロック」 - "Turn Back the Clock"                                   | 12                   | —                 | 5      | 5      | Turn Back the Clock |
| 1988 | "Heart of Gold"                                                                            | 19                   | —                 | —      | 26     | Turn Back the Clock |
| 1988 | "Don't Say It's Love"                                                                      | 48                   | —                 | —      | —      | Turn Back the Clock |
| 1989 | 「ターン・ザ・タイド」 - "Turn The Tide"                                                   | —                    | —                 | —      | —      | Tall Stories        |
| 1990 | "The Last to Know"                                                                         | —                    | —                 | —      | —      | Tall Stories        |
| 1991 | 「レット・ミー・チェンジ・ユア・マインド・トゥナイト」 - "Let Me Change Your Mind Tonight" | —                    | —                 | —      | —      | Tall Stories        |
| 2013 | "Magnetized"                                                                               | —                    | —                 | —      | —      | Magnetized          |

## 関連事項
- 長山洋子 - 反逆のヒーロー (長山洋子の曲)
- face to ace - 2003年のアルバム『SONGS MAKE MY DAY』でSHATTERED DREAMSをカバー。
- フォークランド紛争 - en:I Don't Want to Be a Hero
- 第16・17回東京音楽祭 - 第17回のロック・デーに参加。